# Marquesia major
Marquesia major är en tvåvingeart som beskrevs av Malloch 1932. Marquesia major ingår i släktet Marquesia och familjen daggflugor. Inga underarter finns listade i Catalogue of Life.